# التقسيمات الإدارية لدولة جورجيا
تنقسم جورجيا إلى جمهوريتين ذوا حكم محلى وتسمى بالجورجية (ავტონომიური რესპუბლიკა تنطق : أڤتونوميورى ريسپوبليكا)و تسع أقاليم (بالجورجية : მხარე تنطق : مخارى). الأقاليم التسع هي : غوري، إيميريتي، كاخيتي، كڤيمو كارتلي، ميتيانيتى، ميتسخيتا، راتشا ليتشخومي - كڤيمو سڤانيتى، ساميغريلو - زيمو سڤانتير، سامتيسخى - جاڤاخيتى وشيدا كارتلى.
أما بالنسبة للجمهوريتين ذاتا الحكم الذاتي فهما أبخازيا وأجاريا واللتان تم تأسيسهما خلال الحقبة السوڤييتية والتي كانت جورجيا طرفا فيها. كلتا الجمهوريتان لهما الاعتراف الدولي والمحلى أيضا من الدستور الجورجى. من واقع الدستور فأن جمهورية أبخازيا يرأسها رئيس المجلس الأعلى (في المنفى) أما على أرض الواقع فأن أبخازيا يرأسها (رئيس أبخازيا) بشكل مستقل عن الحكومة المركزية الجورجية ولكن في نفس الوقت يدين بالولاء لها.
تم تقسم جورجيا بهذه الصورة وهذه التقسيمات بواسطة القرار الرئاسي خلال أعوام 1994 و1995 و1996 كتقسيمات إدارية إلى أن اندلعت الحرب الجورجية الروسية الأخيرة والتي أدت إلى أزمتي أبخازيا وأوسيتيا الجنوبية.
يرأس كل من الأقليم محافظ (بالجورجية :სახელმწიფო რწმუნებული).

## أوسيتيا الجنوبية
تعد قضية الحكم في أوسيتيا الجنوبية (والتي يشار أيضا لها باسم : تسخين ڤالى) محل مفاوضات حاليا، وحتى الآن يرأسها رئيس بشكل مستقل عن جورجيا.

## القائمة
| أقاليم جورجيا | أقاليم جورجيا                  | أقاليم جورجيا |
| ------------- | ------------------------------ | ------------- |
|               |                                |               |
| الرقم         | الإقليم                        | العاصمة       |
| 1             | أبخازيا                        | سخومي         |
| 2             | ساميغريلو - زيمو سڤانتير       | زوغديدى       |
| 3             | غوريا                          | أوزورغيتى     |
| 4             | أجاريا                         | باتومي        |
| 5             | راتشا ليتشخومى - كڤيمو سڤانيتى | أمبرولاورى    |
| 6             | إيميريتى                       | كوتايسي       |
| 7             | سامتيسخى - جاڤاخيتى            | أخاليتسيخى    |
| 8             | شيدا كارتلى                    | غوري          |
| 9             | ميتيانيتى -ميتسخيتا            | ميتسخيتا      |
| 10            | كڤيمو كارتلى                   | روستاڤى       |
| 11            | كاخيتى                         | تيلاڤى        |
| 12            | تبليسي                         | تيبليسى       |